# (3150) Tosa
(3150) Tosa (1983 CB) – planetoida z pasa głównego asteroid okrążająca Słońce w ciągu 5,73 lat w średniej odległości 3,2 au. Odkryta 11 lutego 1983 roku.